# Karaj
Karaj uttal (fil) (persiska: کَرَج) är en stad i norra Iran och är sedan den 23 juni 2010 administrativ huvudort för den då bildade Alborzprovinsen. Tidigare var detta område en del av Teheranprovinsen. Karaj är även huvudort för Karaj shahrestan och är en av Irans folkrikaste städer med cirka 1,6 miljoner invånare. Karaj ligger 20 kilometer nordväst om huvudstaden Teheran, vid Elburzbergens fot. Staden, tillsammans med andra orter och områden längs motorvägen mellan dessa städer, har i dag praktiskt taget växt samman med Teheran.
Den etniska sammansättningen i Karaj inkluderar 47% perser, 36,1% turkar, 7,4% kurder och 4,4% norra iranier.